# 谷口智彦
谷口 智彦（たにぐち ともひこ、1957年 - ）は、日本の雑誌記者、ジャーナリスト。元内閣官房参与、元慶應義塾大学大学院システムデザイン・マネジメント研究科教授。日本会議会長
株式会社日経BP編集委員室主任編集委員、外務省外務副報道官、明治大学国際日本学部客員教授などを歴任した。

## 来歴

### 生い立ち
1957年、香川県高松市に生まれる。1976年に岡山県立岡山朝日高等学校を卒業。上京し、東京大学に進学した。東京大学では法学部に在籍し、1981年に卒業した。大学卒業後は日本朝鮮研究所にて研究員に就任し、1984年まで務めた。同年、東京精密の従業員となり、翌年まで勤務した。

### ジャーナリストとして
1985年より2005年にかけて日経BPにて勤務した。『日経ビジネス』記者、プリンストン大学フルブライト研究員を経て、欧州特派員としてイギリスのロンドンに渡った。そのかたわら、ロンドン外国プレス協会の会長を務める。その後は主任編集委員などを歴任した。また上海国際問題研究所の客座研究員、ブルッキングス研究所の招聘給費研究員などを兼任した。
2005年、日本放送協会出身の高島肇久が外務省外務報道官を退任することになり、その後任を含めた人事構想の中で名前が挙がるようになる。第2次小泉改造内閣の外務大臣であった町村信孝は、高島の後任にも民間出身者を充てるべきとの意向を示していた。それにともない、谷口に白羽の矢が立ち、外務省幹部より打診を受けた。これを受け、谷口は日経BPを退職し、同年8月より外務省に転じた。

### 日経BP退職後
外務省では、外交官出身の鹿取克章及び坂場三男が外務報道官、谷口が外務副報道官としてコンビを組み、広報関連の業務を取り仕切った。谷口は主として日本国外の報道機関を担当した。また、大臣官房にて、広報文化交流部で岡田眞樹部長、山本忠通部長の下、ナンバーツーの参事官（報道・広報担当）も務めた。2008年に外務副報道官と参事官（報道・広報担当）を退任する。そののちは、外務省の参与に就任した。そのほか、東海旅客鉄道の常勤顧問、ウェッジの顧問、といった役職も兼任した。いくつかの教育機関で教鞭を執っており、慶應義塾大学の大学院においては、システムデザイン・マネジメント研究科の特別招聘教授に就任した。そのほか、早稲田大学の政治経済学術院にて非常勤の講師を務め、大学院の政治学研究科の講義を担当した。また、明治大学では国際日本学部の客員教授に就任した。双日総合研究所では防衛・安全保障上席客員研究員に就任した。
第2次安倍内閣では、2013年2月より内閣官房にて内閣審議官に就任し、主として広報を担当した。内閣総理大臣である安倍晋三のスピーチライター的な存在として活動する。同年1月の時点で、第183回国会における安倍の施政方針演説を既に手掛けており、同年2月以降も国際戦略研究所での安倍の英語の演説などを手掛けた。同年9月の国際オリンピック委員会第125次総会において安倍が東京オリンピック招致のためのプレゼンテーションを行ったが、「福島第一原発の汚染水は完全にブロックされている」で知られるこの演説や、安倍が海外で行うスピーチの多く（有名な、「ウラジーミル、二人の力で、共に駆けて駆けて駆け抜けようではありませんか」を含む）も谷口が手掛けたとされる。安倍の口癖となった「Buy my Abenomics（アベノミクスは"買い"です）」も谷口によるものとされる。2020年9月16日、安倍内閣総辞職に伴い、内閣官房参与を退職した。

## 略歴
- 1957年 - 香川県高松市に生まれる。
- 1976年 - 岡山県立岡山朝日高等学校卒業。
- 1981年 - 東京大学法学部第三類卒業。
- 1981年 - 日本朝鮮研究所（現現代コリア研究所）研究員。
- 1984年 - 東京精密入社。
- 1985年 - 日経BP入社。
- 1991年-1992年[13] - プリンストン大学ウッドロウ・ウィルソン・スクール国際問題研究所フルブライト客員研究員。
- 1997年 - 日経BP『日経ビジネス』欧州特派員（1999年 ロンドン外国プレス協会長）。
- 2000年 - 日経BP『日経ビジネス』主任編集委員。
- 2002年 - 上海国際問題研究所客座研究員。
- 2003年 - 日経BP編集委員室主任編集委員。
- 2004年 - ブルッキングス研究所CNAPS招聘給費研究員。
- 2005年 - 外務省大臣官房外務報道官組織参事官（外務副報道官）（第1次安倍内閣）。
- 2005年 - 兼外務省大臣官房広報文化交流部参事官（報道・広報担当）。
- 2008年 - 慶應義塾大学大学院システムデザイン・マネジメント研究科特別招聘教授。
- 2008年 - 東海旅客鉄道常勤顧問。
- 2008年 - 外務省参与。
- 2008年 - ウェッジ顧問。
- 2009年 - 早稲田大学政治経済学術院講師。
- 2009年 - 明治大学国際日本学部客員教授。
- 2013年 - 内閣官房内閣審議官（内閣広報室）（第2次安倍内閣）
- 2014年4月 - 内閣官房参与（第2次安倍内閣）、慶應義塾大学大学院システムデザイン・マネジメント研究科教授[14]。
- 2020年9月16日 - 内閣官房参与退職

## 著作

### 単著
- 『タテ読みヨコ読み世界時評』日本経済新聞社・日経ビジネス人文庫、2004年。ISBN 453219234X。
- 『通貨燃ゆ　―円・元・ドル・ユーロの同時代史―』日本経済新聞社、2005年。ISBN 4532351413。日経ビジネス人文庫、2010年。ISBN 9784532195434
- 『上海新風　―路地裏から見た経済成長―』中央公論新社、2006年。ISBN 4120037657
- 『日本の立ち位置がわかる国際情勢のレッスン　―バズワードで世界を読む―』PHP研究所、2010年。ISBN 9784569790107
- 『金が通貨になる』幻冬舎、2012年。ISBN 9784344982512
- 『明日を拓く現代史』ウェッジ、2013年。ISBN 9784863101081
- 『安倍晋三の真実』悟空出版、2018年。ISBN 9784908117503
- 『日本人のための現代史講義』草思社文庫、2019年。ISBN 9784794224163
- 『誰も書かなかった安倍晋三』飛鳥新社、2020年。ISBN 9784864108065
- 『安倍総理のスピーチ』文春新書、2022年。ISBN 9784166613823

### 共著
- 中尾茂夫監修『日本経済再生の条件』筑摩書房、2003年。ISBN 4480863443

### 編纂
- 多田幸雄・谷口智彦・中林美恵子共編『オバマのアメリカ・どうする日本――日本のヒューマンパワーで突破せよ!』三和書籍、2009年。ISBN 9784862510556

### 翻訳
- ケント・E・カルダー著、谷口智彦訳『戦略的資本主義――日本型経済システムの本質』日本経済新聞社、1994年。ISBN 4532143160
- 谷口智彦編訳『同盟が消える日――米国発衝撃報告』ウェッジ、2010年。ISBN 978-4863100688